# 307 (numero)
Trecentosette (307) è il numero naturale dopo il 306 e prima del 308.

## Proprietà matematiche
- È un numero dispari.
- È un numero difettivo.
- È un numero primo (1 e il numero stesso sono i suoi unici divisori).
- È un numero naturale non palindromo nel sistema decimale il cui quadrato (94249) è un numero palindromo. È invece un palindromo nel sistema di numerazione posizionale a base 7 (616).
- È parte della terna pitagorica (307, 47124, 47125).
- È un numero fortunato.

## Astronomia
- 307P/LINEAR è una cometa periodica del sistema solare.
- 307 Nike è un asteroide della fascia principale del sistema solare.

## Astronautica
- Cosmos 307 è un satellite artificiale russo.